# Гиданський національний парк
Національний парк «Гиданський» розташований на Гиданському півострові та прилеглих островах Карського моря в Тазівському районі Ямало-Ненецького автономного округу Тюменської області Російської Федерації. Найпівнічніший природно-охоронний комплекс у Західному Сибіру. Загальна площа — 898 174 га.
Особливо охоронювана природна територія (ООПТ), яка з 1996 року мала статус заповідника, перетворена на національний парк згідно з Наказом міністерства природних ресурсів та екології Російської Федерації від 27 грудня 2019 р. Режим національного парку дозволяє виділяти на території ООПТ функціональні зони із різним режимом природокористування. Одна з них — зона традиційного екстенсивного природокористування — дає можливість забезпечення традиційної господарської діяльності (полювання, збирання ягід і грибів) корінних нечисленних народів, що проживають на його території, — гиданських ненців й енців.

## Територія
Площа охоронної зони національного парку — 150 тис. га.
До меж національного парку входять:
- півострів Явай (на північ від 72-ї паралелі)
- північна та північно-західна частини півострова Мамонта
- п-ів Оленій
- узбережжя Юрацької губи
- о-ви Оленій, Шокальського, Песцові, Прокляті та Рівний.

Північна межа заповідника проходить приблизно по 73°10' пн. ш., південна — 71 ° 40 'пн. ш., східна — 79 ° 30 'сх. д., західна — 74 ° сх. д.

## Створення заповідника
Гиданський заповідник площею 878 174 га з п'ятьма кластерами був утворений 7 жовтня 1996, але фактично почав працювати у 2001 році. Першим директором заповідника було призначено у 2001 році Миколу Олексійовича Голосенка, якого у 2013 р. змінив В'ячеслав Володимирович Берлінський.
Ідея організації заповідника на Гиданському півострові виросла з концепції створення об'єднаного Ямало-Гиданського заповідника, що обговорювалася наприкінці 1970-х — 1980-х років. У червні 1991 року на спеціальній міжвідомчій нараді Ямало-Ненецької окружної Ради народних депутатів було вирішено замість одного створити все-таки два окремі заповідники.
Перший проєкт організації обох заповідників виконано науково-виробничим центром «Еко-Сервіс» Санкт-Петербурзького університету під керівництвом Б. П. Іващенка. Проєкт суттєво відрізнявся від того, що вийшло:
- абсолютно заповідними оголошувалися 296,7 тис. га (вдвічі більше, ніж зараз);
- загальний розмір заповідника сягав 8628,7 тис. га (у 10 разів більше, ніж зараз);
- заповідник планувався як біосферний.

У вересні 1991 року цей проєкт було затверджено на засіданні окружного виконкому, але в Міністерстві природних ресурсів РРФСР його відкинули через сильний опір нафтогазових підприємств та невдоволення місцевих оленярських господарств.
У результаті вдалося узгодити заповідний статус лише найпівнічніших територій Гиданського півострова, які не підлягають освоєнню в найближчій перспективі. Однак такий урізаний варіант заповідника викликав різкі заперечення з боку наукової громадськості, насамперед Комісії із заповідної справи РАН та Ради з проблем Півночі РАСГН. Але їх не послухали.
У 1995 року ЦНІЛ Мінсільгосппроду РФ було складено другий проєкт організації заповідника, який у жовтні 1996 року схвалено Урядом РФ. Через те, що площа території, що охороняється, була урізана порівняно з попереднім проєктом у 10 разів, за межами заповідника залишилися типові (південні) тундри Гиданського півострова, що, на думку частини екологів, не дозволяло вважати цей заповідник репрезентативним. Крім того, заповідник не став біосферним, що також звузило його можливості. У 1999 року вчені Е. В. Рогачова та Є. Є. Сироїчковський заявили навіть в одній зі своїх статей, що заповідника не існує, а те, що створено, є не більш ніж шкідливою проформою.

## Ліквідація заповідника
Компанія «Новатек» веде на Гиданському півострові видобуток природного газу та будує завод із виробництва ЗПГ, вартість якого у 2019 році оцінювалася в 19,3 млрд євро. Поступове розширення господарської діяльності поблизу заповідника викликало занепокоєння екологів щодо його подальшої долі. І дійсно, практично одночасно з оголошенням про старт проєкту «Арктик СПГ-2» заповідник був реорганізований у національний парк (під тим приводом, що на території заповідника ненці та енці ведуть традиційну господарську діяльність, нібито не сумісну з режимом заповідника).
З ініціативою щодо урізання території заповідника ще у 2008 році виступила громадська асоціація «Ямал — нащадкам!», яка запропонувала вивести з його складу рибальські факторії Монгаталянга та Матюй-Сале, оскільки вони нібито не мають особливого природоохоронного значення. Голова окружної думи Сергій Харючі у травні 2008 року на користь оленярських господарств пропонував перетворити Гиданський заповідник у заказник.

## Природа
Територія національного парку розташована в Атлантичній області Арктичного кліматичного поясу. Середньорічна температура повітря –10 °C. Тривалість безморозного періоду коливається від 55 до 70 днів. Сніговий покрив тримається близько 240 днів.
Охоронний статус Гиданського півострова продовжує на захід арктичні узбережжя й острови Карського моря, що охороняються, сприяє збереженню потужного Східно-Атлантичного прольотного шляху водних і навколоводних птахів, що летять уздовж північних берегів Євразії.
На території заповідника поширена суцільна мерзлота. Глибина шару сезонного розморожування не перевищує 0,8-1,2 м.

### Флора і фауна

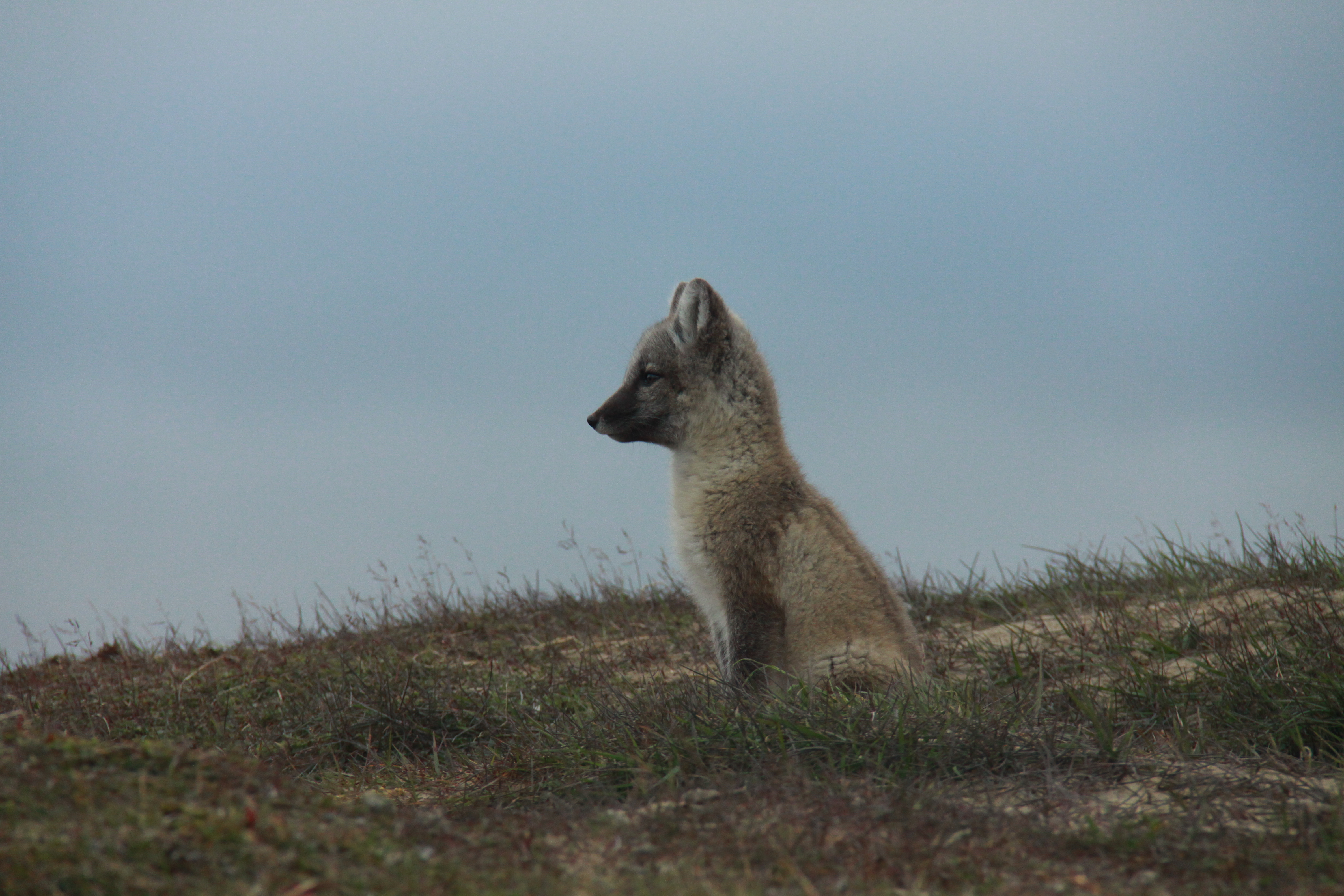
Молодий песець у заповіднику

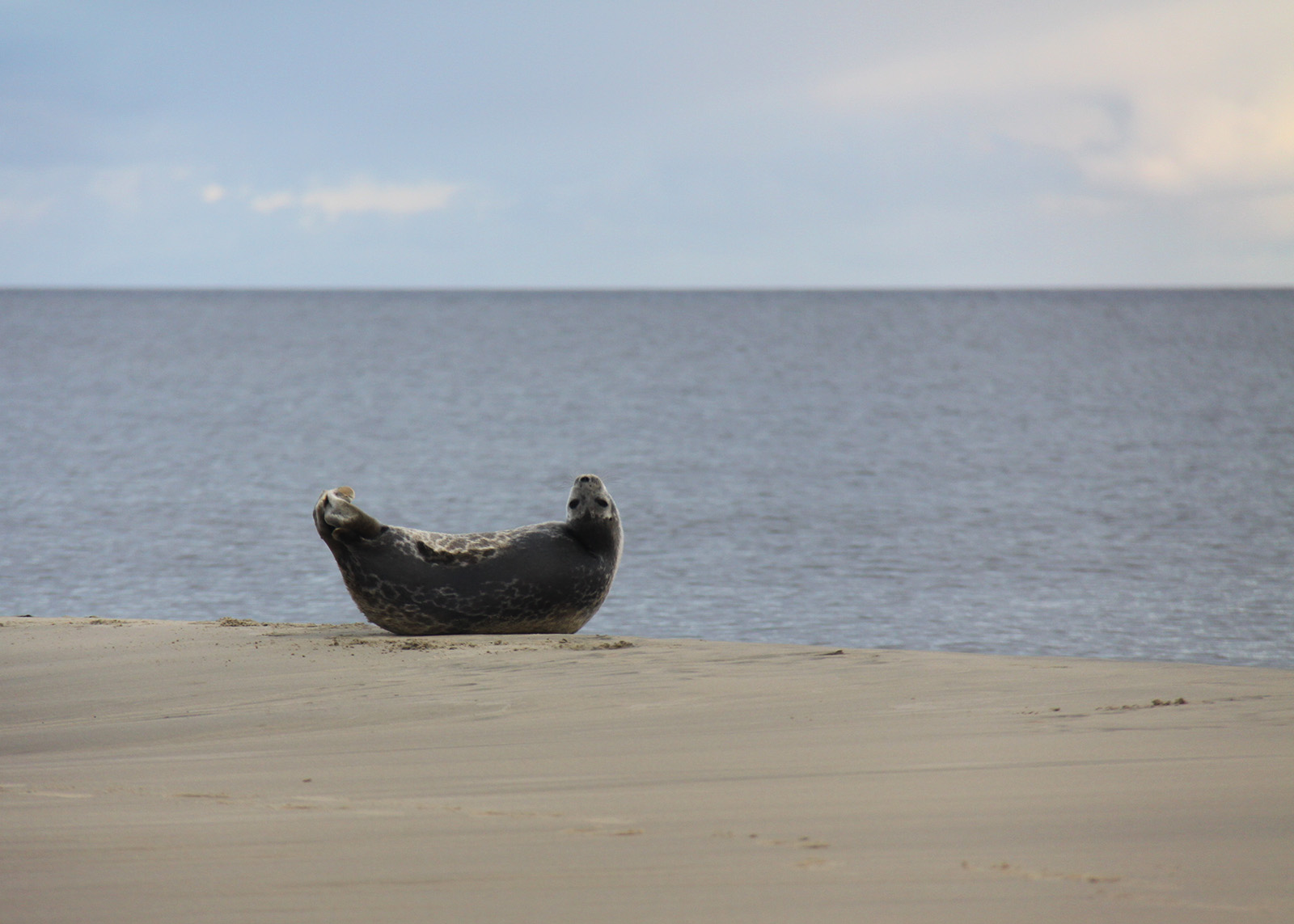
Кільчаста нерпа на острові Шокальського

У національному парку зареєстровано 180 видів птахів. На його території трапляється близько 180 видів судинних рослин. У фауні національного парку налічується від 44 до 62 видів та підвидів морських та прісноводних риб.
Відносної молодості території півночі Західного Сибіру відповідає і молодість її фауни: найдавніші залишки мамонтової фауни звідси мають вік менше 50 тисяч років (Архіпов, 1971; Калякін, 1995), причому пізніші останки мамонтів з Гиданського півострова і прилеглих років (Арсланов та ін., 1982; Лавров, Сулержицький, 1992). Отже, мамонти дожили тут до початку голоцену, протягом якого формувалися сучасні ґрунтово-рослинний покрив та тваринний світ (Калякін та ін., 2000).
У результаті науково-дослідних робіт встановлено, що на території національного парку та прилеглої акваторії мешкає 18 видів ссавців, 76 видів птахів (50 видів із них гніздиться на території заповідника), 20 видів кісткових риб.
Два види ссавців — білий ведмідь та атлантичний морж внесені до Червоних книг Міжнародного Союзу Охорони Природи (МСОП-96) та Росії. На території національного парку проходить отелення диких північних оленів Ямало-Гиданської популяції, внесених до Червоної книги Ямало-Ненецького автономного округу. Стан цієї популяції оцінюється як критичний.
Білий ведмідь на території національного парку зустрічається як у зимовий, так і в літній періоди, на островах Шокальського та Оленій відзначені барлоги білих ведмедів.
У прибережних водах звичайні білуха, кільчаста нерпа, лахтак (морський заєць). Із рідкісних видів слід відзначити косатку, зустрінуту 2002 року поблизу західного узбережжя острова Шокальського.
У національному парку гніздяться та проводять линяння велика кількість водоплавних та навколоводних птахів. Тільки на острові Шокальського линяють і виводять пташенят 6-8 тисяч білолобих гусей.
Із птахів, що зустрічаються в національному парку, в Червону книгу Росії внесені: білодзьоба гагара, малий (тундряний) лебідь, пискулька, червоновола казарка, орлан-білохвіст, сапсан, біла чайка. У Червону книгу Ямало-Ненецького автономного округу внесено: білощоку казарку, турпан звичайний. Із рідкісних видів мешкають: сибірська гага, синьга, морський пісочник, азійський бекас.
Звичайні: чорношия і червоношия гагари, чорна казарка, пухівка-горбатодзьоба, середній крохаль, шилохвіст, морянка, тундрова куріпка, ржанка, турухтан, середній поморник, бургомістр, східна клуша, полярна крачка, деякі види горобцевих: лапландський подорожник, пуночка, біла трясогузка, східно-сибірський соловей (варакушка).
Через територію національного парку проходить Східно-Атлантичний пролітний шлях водних та навколоводних птахів, що летять уздовж північних берегів Євразії.
Плазуни та земноводні на території національного парку не мешкають.
Із кісткових риб у водоймах національного парку мешкають нельма, арктичний голець, пелядь, чир, пиж'ян, ряпушка сибірська, харіус; у прибережних водах домінуючим видом є омуль звичайний, керчак звичайний, зустрічаються камбала полярна, трісочка полярна, навага, горбуша.
На території національного парку відзначені деякі види ссавців (бурий ведмідь), птахів (шилохвіст, болотна сова), риб (судак, щука), рослин (полярна верба, морошка), деякі види грибів, північний кордон ареалу яких проходив значно південніше.

## Етнічне значення
Крім природних багатств регіону, надання заповідного статусу Гиданському півострову важливе і для збереження етнопопуляцій гиданських ненців і енців, що вимирають.
Висловлюються побоювання, що після ліквідації заповідника Гиданський національний парк «перетворять на резервацію для корінних кочових народів Ямала, вигнаних із земель, що освоюються газовиками і нафтовиками».